# Titularbistum Satafi
Satafi ist ein Titularbistum der römisch-katholischen Kirche.
Es geht zurück auf einen untergegangenen Bischofssitz in der gleichnamigen antiken Stadt, die in der römischen Provinz Mauretania Caesariensis im heutigen nördlichen Algeriens lag.
| Titularbischöfe von Satafi |                                                 |                                               |                   |                   |
| Nr.                        | Name                                            | Amt                                           | von               | bis               |
| 1                          | Giacomo Violardo Titularerzbischof pro hac vice | Kurienerzbischof                              | 19. Februar 1966  | 28. April 1969    |
| 2                          | George Edward Lynch                             | Weihbischof in Raleigh (North Carolina) (USA) | 20. Oktober 1969  | 25. Mai 2003      |
| 3                          | Claudio Maniago                                 | Weihbischof in Florenz (Italien)              | 18. Juli 2003     | 12. Juli 2014     |
| 4                          | Antônio Tourinho Neto                           | Weihbischof in Olinda e Recife (Brasilien)    | 12. November 2014 | 22. November 2017 |